# وردة عذراء
وردة عذراء (百日の薔薇 Hyakujitsu no Bara) (بالإنجليزية: Maiden Rose) هي مانغا يابانية تدور حولَ الحرب والرومانسية المكتوبة والمصورة من قبل فوسانوسوكي إينارييا. وأيضًا هي مرخصة باللغة الإنجليزية من طرف ديجيتال مانغا بابليشين، ولكن كانت سابقا مرخصة من قبل دراماكوين. ديجيتال مانغا بابليشين صدرت المجلد 1 في 18 مايو 2010.
هناك حلقتين أنمي رسوم متحركة أصلية للفيديو (أوفا) معلنة عنها على أساس المجلد الأول من السلسلة التي صُدرتا بين 29 مايو 2009 - 23 أكتوبر 2009. تاكي ريزين دورهُ من قبل سوسومو شيبا و كلاوس فون وولفتستادت دورهُ من قبل كازوهيكو اينو.
جينيون صدرت قرص مدمج درامي من المجلد الأول في 29 يونيو 2007.

## القصة
في عام 1918، كلاوس وعائلته (الوالدين، أخ، أخت) زاروا أقصى شرق البلاد لحضور حفل التتويج. وبعد أن تاه كلاوس في الحديقة المحيطة بالمنطقة، طلب من تاكي مساعدته على اختيار بعض الزهور من إحدى الأشجار، ويشكّلان ثنائي لمحاربة الأعداء في الحروب.